# Breskens

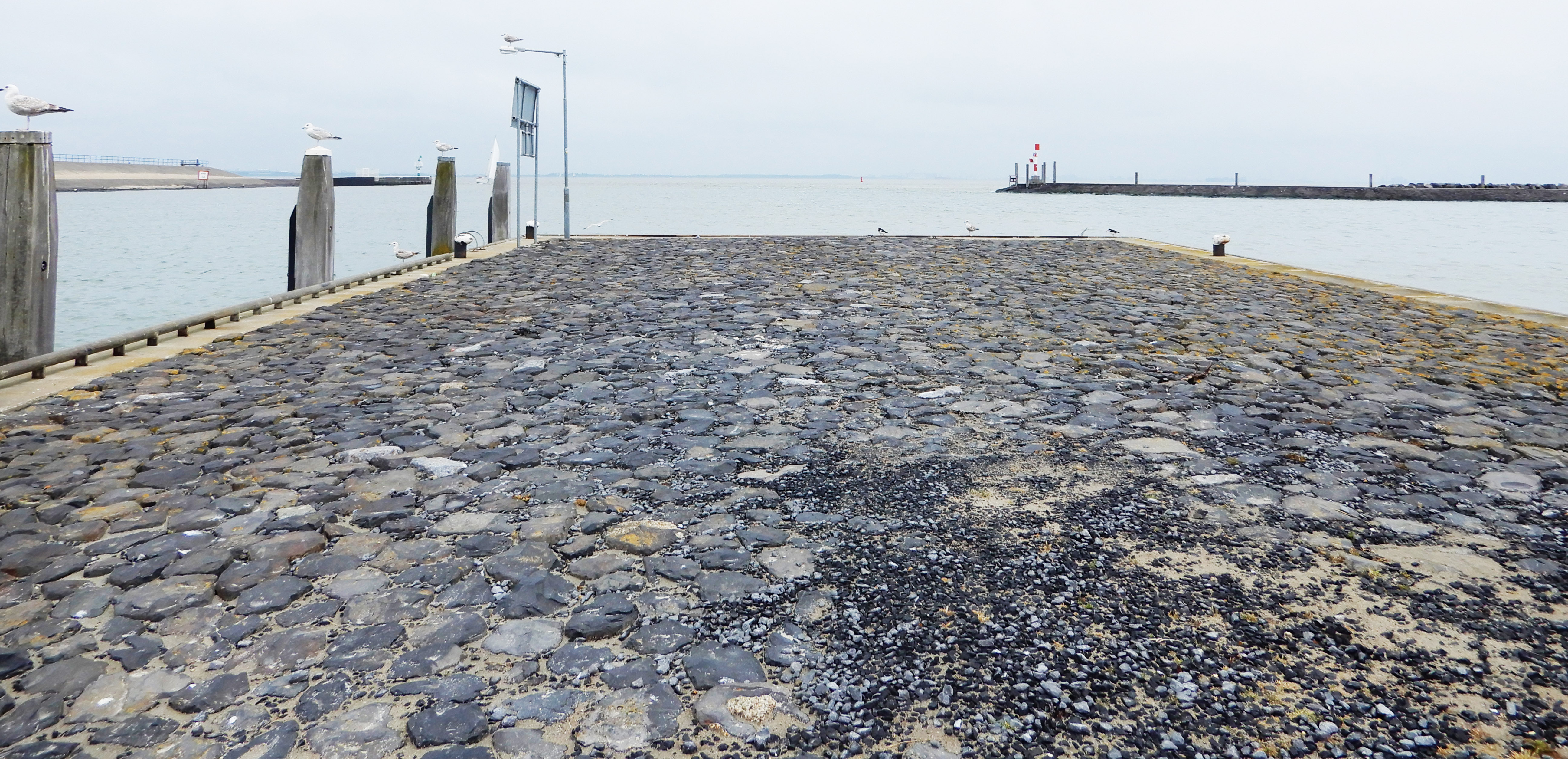
Breskens - La digue intérieure du port

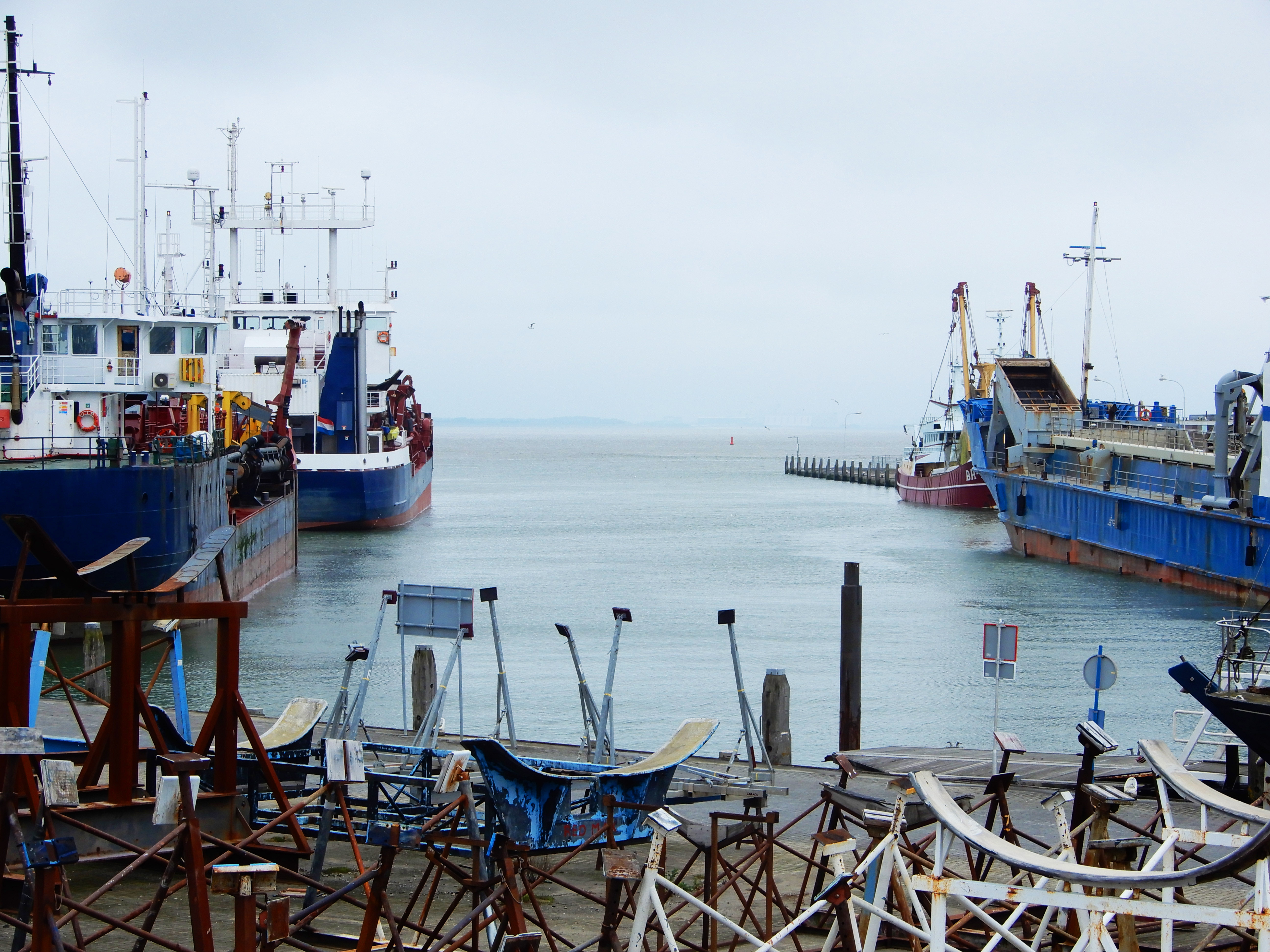
Breskens - Le port

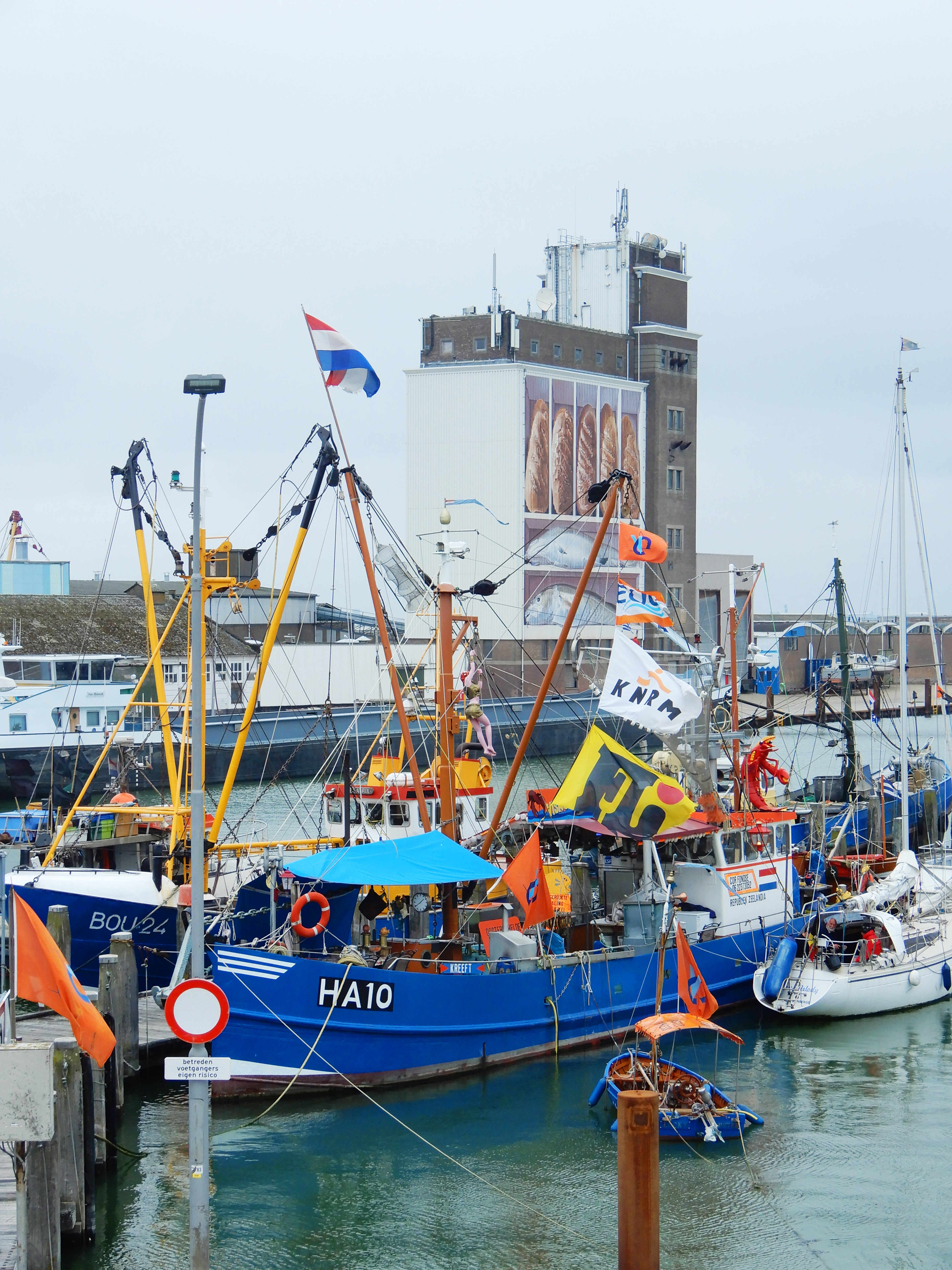
Breskens - La glacière

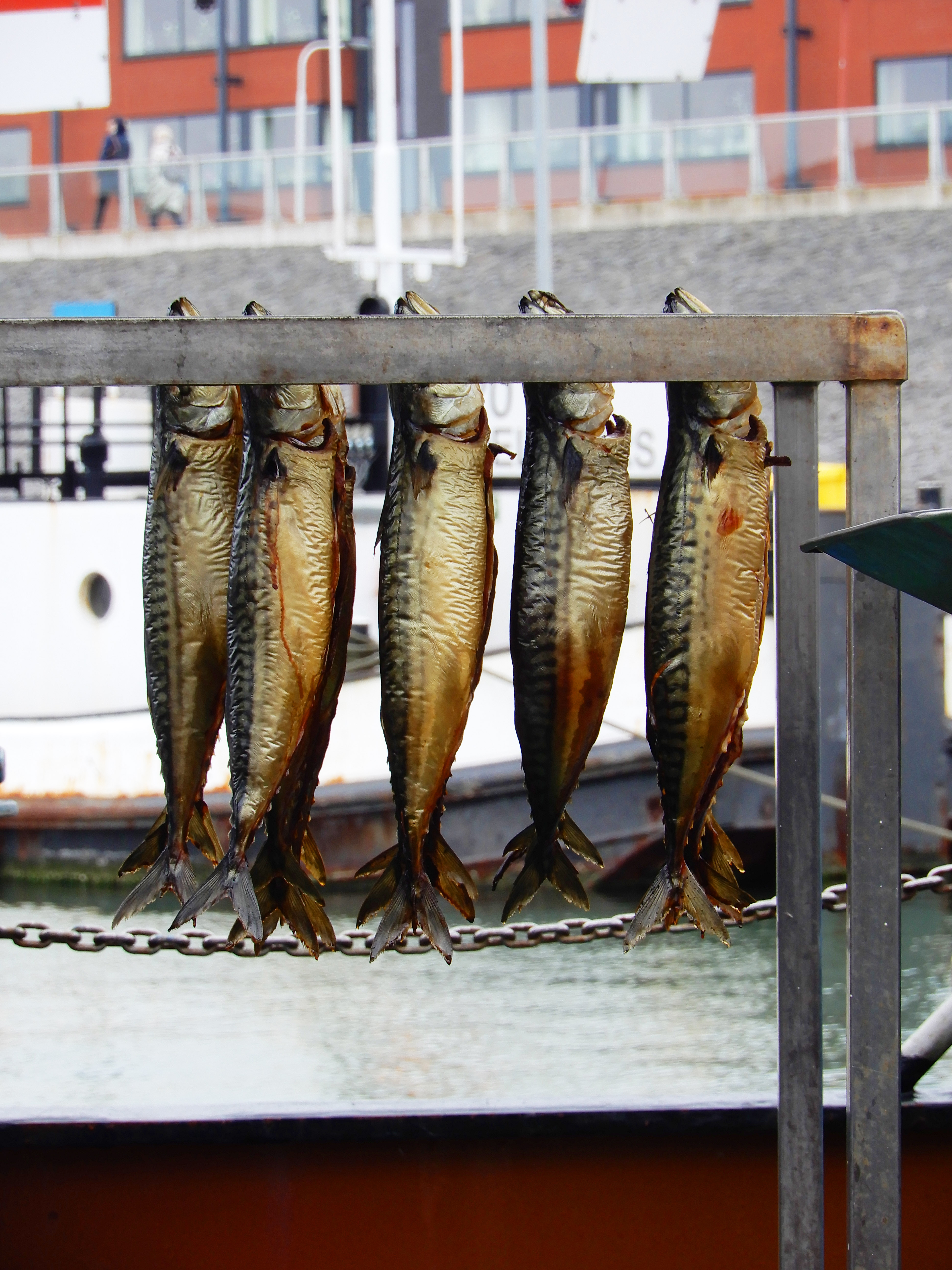
Breskens - Séchage du poisson

Breskens est un village appartenant à la commune néerlandaise de L'Écluse, situé dans la province de la Zélande. En 2010, le village comptait 4 787 habitants.
Breskens fut une commune indépendante jusqu'en 1970 où la commune fut rattachée à la commune d'Oostburg.
La reine Wilhelmine, qui avait quitté La Haye le 13 mai 1940, comptait s’y installer pour, à l’instar du roi Albert Ier de Belgique à La Panne en 1914, y résister à l’envahisseur allemand sur un morceau de territoire. Pour des raisons de sécurité, le contre-torpilleur sur lequel elle se trouvait navigua toutefois jusqu’à Harwich, au Royaume-Uni.
Elle possède une grande plage, ce qui en fait une station balnéaire appréciée tant des Néerlandais que des Belges.
Breskens possède également quatre ports: un port de plaisance, un port de pêche, un port de commerce actif notamment dans le transport de sable ainsi qu'un terminal de ferry. Ce dernier, est exploité par la compagnie Veolia qui assure la liaison Breskens - Flessingue à l'aide de deux catamarans de type "SWATH".

## Personnalités liées à la commune
- Frans Maas, architecte naval concepteur de voiliers de plaisance.